# Петрівська волость (Олександрійський повіт)
Петрівська волость — історична адміністративно-територіальна одиниця Олександрійського повіту Херсонської губернії.
Станом на 1886 рік складалася з 7 поселень, 7 сільських громад. Населення — 1483 особи (797 чоловічої статі та 686 — жіночої), 254 дворових господарства.
|                     | Площа, десятин | У тому числі орної, дес. |
| ------------------- | -------------- | ------------------------ |
| Сільських громад    | 2113           | 1083                     |
| Приватної власності | 10075          | 4607                     |
| Казенної власності  | —              | —                        |
| Іншої власності     | 33             | 17                       |
| Загалом             | 12221          | 5707                     |

Найбільші поселення волості:
- Петрівка (Орловська балка) — село при річці Орловська балка за 35 верст від повітового міста, 337 осіб, 73 двори, 3 лавки, цегельний завод. За 4 верст — залізнична станція, буфет, 3 лавки, постоялий двір.
- Констянтинівка (Станишина) — село при річці Бешка та ставках, 343 особи, 72 дворів, лавка.
- Хвощевате[2] (Орловська балка) — село при річці Хвощеватка (Орловська балка), 189 осіб, 37 дворів, православна церква, школа.